# Трейл ориентирование
Трейл-ориентирование (принятое сокращение «трейл-о») (англ. Trail orienteering, принятое сокращение англ. TrailO) — один из четырёх видов спортивного ориентирования, находящихся под эгидой Международной федерации спортивного ориентирования (англ. International Orienteering Federation, принятое сокращение англ. IOF) по которому проводится отдельный чемпионат мира.
С 1977 года IOF признана Международным олимпийским комитетом (МОК).

## Трейл-ориентирование как вид спортивного ориентирования
В отличие от остальных видов спортивного ориентирования («кроссовых дисциплин» [«ориентирования бегом»], «ориентирования на лыжах» и «ориентирования на велосипедах»), в которых основной задачей спортсмена является скорость преодоления дистанции, в трейл-ориентировании основной задачей является определение правильности установки на местности специальных флагов контрольных пунктов (КП) в точках, обозначенных на карте и описанных легендой КП (в большинстве дисциплин сопряженная с необходимостью преодоления на местности дистанции за контрольное время).
Правилами трейл-ориентирования спортсмену по его желанию разрешается стартовать пешком, на велосипеде, одноместной коляске с ручным управлением или оснащенной электромотором.
Трейл-ориентирование в России развивается под эгидой Федерации спортивного ориентирования России (Сайт федерации https://rufso.ru/.) Впервые в правилах спортивного ориентирования нашей[какой?] страны появляется под названием «ориентирование по тропам». На 01.01.2020 старший тренер сборной России по спортивному ориентированию (дисциплины трейл-о) Волков Алексей Михайлович (утвержден на заседании президиума ФСО России 05.09.2019)
Трейл-ориентирование — как вид «Спорта лиц с поражением ОДА» развивается в России под эгидой «Всероссийской федерации спорта лиц с поражением ОДА» [см статью Перечень общероссийских спортивных федераций] (Сайт федерации http://www.fpoda.ru/). На 01.01.2020 старший тренер паралимпийской сборной команды России по спортивному ориентированию Александр Кобзарев.
Сайт точного ориентирования России — http://трейл-о.рф
Основной особенностью данного вида ориентирования является то, что на международных соревнованиях не существует гендерного различия спортсменов. В ряде дисциплин спортсмены состязаются (причем на одной и той же дистанции) как среди здоровых в открытом классе (Open class), так и в паралимпийском классе (Paralympic class), а в ряде дисциплин или отсутствует разделение по наличию инвалидности, или описываются обязательные условия состязания спортсменов паралимпийцев и здоровых атлетов. Подробнее это описано в правилах соревнований.
Закрепившийся в России термин для спортсменов, занимающихся трейл-ориентированием — трейлист.

## Трейл-ориентирование во Всероссийском Реестре Видов Спорта
Трейл-ориентирование — под названием Спортивное ориентирование как вид «Спорта лиц с поражением ОДА» включен на дату 14.10.2017 во Всероссийский реестр видов спорта — пятью кодами дисциплин (то есть Министерство спорта Российской Федерации официально признает его видом спорта). В разделе «Общероссийские виды спорта» записано:
- спортивное ориентирование — спринт (O1- O3) 1161871711Л
- спортивное ориентирование — спринт (O4-O6) 1162621711Л
- спортивное ориентирование — точное ориентирование (O1-O3) 1161881711Л
- спортивное ориентирование — точное ориентирование (O4-O6) 1162631711Л
- спортивное ориентирование — командные соревнования (O1-O6) 1162641711Л

## Официальные и значимые соревнования
Первые зафиксированные соревнования по трейл-ориентированию в нашей[какой?] стране состоялись ещё в СССР (Ленинград, 1991 год)
Чемпионаты мира по трейл-ориентированию [англ World Trail Orienteering Championships (WTOC)] проводятся с 2004 года. Самый значимый на 01.01.2019 российские результаты на чемпионатах мира:
- 2011г — Дмитрий Викторович Кучеренко — чемпион мира в личном зачете (паралимпийский класс);

Чемпионаты Европы по трейл-ориентированию [англ European Trail Orienteering Championships (ETOC)] до 2008 года проводились ежегодно, далее раз в два года по четным годам.
Самый значимые на 01.01.2019 российские результаты на чемпионатах Европы:
- 2006г — Мария Юрьевна Кочмашева — чемпионка Европы в личном зачете (открытый и паралимпийский класс);
- 2018г — Павел Алексеевич Шматов — чемпион Европы в личном зачете (паралимпийский класс).

Неофициальный Кубок Европы [англ European Cup Trail Orienteering (ECTO)] разыгрывается ежегодно по сумме результатов нескольких стартов, проходящих в течение года в разных странах (В 2017 году — это 10 стартов в 5 странах)
С 2018 года под эгидой Международной федерации ориентирования проводятся рейтинговые соревнования и ведется специальный всемирный рейтинг спортсменов.
Трейл-ориентирование включается в программы многих популярных многодневных соревнований как чисто соревнований по трейл-ориентированию «Открытый Чемпионат Северных Стран» http://www.rastinokia.fi/sites/default/files/kilpailut/liitetiedostot/invitationnte2017.pdf, «FinTrailO» https://www.trailo.fi/?x255315=379423; так и комплексных соревнований (Например, собирающая десятки тысяч ориентировщиков, многодневка O-Ringen в Швеции https://web.archive.org/web/20171020191122/http://www.oringen.se/213/english/hoga-kusten-2018/competition/our-competitions.html или латвийская многодневка KAPА http://2017.kapa.lv/trail-o.php)
В России с 2006 года регулярно (в разные годы под разными названиями) проводятся Чемпионаты России, почти ежегодно Кубки России и Всероссийские спартакиады юниоров спорта лиц ПОДА.
Первые всероссийские соревнования по трейл-ориентированию под эгидой Федерации спортивного ориентирования России назначены на 10-15 апреля 2020 г. Их название "Всероссийские соревнования по спортивному ориентированию «Кубок Федерации спортивного ориентирования России». В программе «Классическая дистанция», «Спринт», «Эстафета». Положение утверждено (принято) исполкомом федерации 24.12.2019 г. На соревнованиях состоится отбор в сборную команду России для участия в чемпионате Европы по трейл-ориентированию 2020 года (ETOC2020, Финляндия, май 2020 г.).
Среди регулярных комплексных мероприятий на территории России, включающих в свою программу трейл-ориентирование, стоит отметить Фестиваль спорта «Воробьевы горы» (Москва) http://www.mysportszao.ru/news/foto/other2013_05_25_140; специальный слет «Робинзонада» (Тюмень) http://tyum-pravda.ru/photos/33321-robinzonada-2017 и Международный фестиваль культуры и спорта «ПараАрт» (Адлер) http://maks-portal.ru/sport/video/na-kurorte-prohodit-mezhdunarodnyy-festival-para-art. (2013—2017, 2019 годы).

## Дисциплины трейл-ориентирования
Классическая дистанция (на чемпионатах мира разыгрывается с первого чемпионата 2004 года). До 2012 года включительно на чемпионатах мира была единственным видом дистанций и называлась, как и вид спорта, «Trail orienteering» (сокр «TrailO»). С 2013 года имеет название «PreO».
Во всероссийском реестре спорта на 14.10.2017 имеет название «точное ориентирование».
Спринт (на чемпионатах мира разыгрывается с 2013 года). Имеет международное название TempO. В нашей[какой?] стране по правилам ранжирования и величине штрафа различают «TempO-30», «TempO-45» и «Time-Sprint».
Чемпионаты мира проводятся по версии TempO-30. Впервые на чемпионатах России спринт прошел в 2007 году по версии «Time-Sprint» (с одной задачей на каждой из 5 станций), на чемпионате России 2019 он проводился по версии «TempO-45».
Во всероссийском реестре спорта на 14.10.2017 имеет название «спринт».
Командные соревнования (входили в программу чемпионатов мира до 2015 года включительно). До 2008 года (включительно) на чемпионатах мира команда страны стояла исключительно из спортсменов паралимпийцев. С 2009 года по 2015 менялся как численный состав команды, так и соотношение внутри команды спортсменов открытого класса и паралимпийцев. Обычно проводятся как комплексный зачет выступления спортсменов на классической дистанции, но в 2015 году на Чемпионате России командные соревнования проводились на дистанции «Спринт».
Во всероссийском реестре спорта на 14.10.2017 имеет название «командные соревнования».
Эстафета (на чемпионатах мира дебютировала в 2016 году). Международное название «TrailO Relay». В правилах соревнований от чемпионата к чемпионату до сих пор происходят значительные изменения как в части соотношения на одной дистанции задач классической дистанции, так и задач спринта, а также правил формирования классической дистанции для спортсменов каждого этапа. В зависимости от правил эстафеты стоит отличать классическую часть дистанции или как соревнования в заданном направлении, или как соревнования по выбору. В зависимости от правил ранжирования в нашей[какой?] стране отличают эстафеты «TraiO Relay» (со штрафами в секундах за неправильно решённые задачи и подсчете итогового результата в секундах) и «PreO Relay» (c основным ранжированием результата по очкам решённых задач на классической части дистанции). На официальных соревнованиях IOF эстафеты проводятся с 2016 года как 3-х этапные «TrailO Relay» (причем классическая часть по выбору). На чемпионах России 2016 и 2018—2019 годов эстафета проводилась как 3-х этапная «TraiO Relay» (классическая часть в заданном направлении), а на чемпионате России 2017 как 4-х этапная для 2-х спортсменов «PreO Relay» (классическая часть по выбору — вариант с разным числом задач на станции и ограничениями по комбинации задач на этапе).